# Jnomics Media
Jnomics Media ist eine Firma zur Medienberatung mit Niederlassungen in London und Kiew, die 2019 von Jakub Parusinski gegründet wurde.
Nach eigener Darstellung will Jnomics Medien dabei helfen, selbsttragend und erfolgreich zu sein. Ziel ist laut Parusiniski, der "McKinsey der Medien" zu werden.
Die GmbH wurde am 17. April 2019 von Jakub Parusinski gegründet, der auch einer der Direktoren ist. Zweiter Direktor ist Gaygysyz Geldiyev, der vorher bei der Media holding company ZIK und bei Hromadske.tv gearbeitet hatte.
Parusiniski ist Editor-at-Large von TheFix, einem Fachmagazin über europäische Medien, und Vorstandsvorsitzender der Media Development Foundation (MDF). MDF betreibt eines der größten Praktikumsprogramme für junge Journalisten in Europa sowie Accelerator-Programme zur Unterstützung der CEE-Medien.

## Unterstützung ukrainischer Medien
Jnomics arbeitet mit FixMedia AreWeEurope und MDF zusammen, um finanzielle Unterstützung von ausländischen Publikationen und internationalen Organisationen zu gewinnen. Sie helfen ukrainischen Publikationen, Sponsoren zu finden, helfen aber auch bei der Evakuierung von Journalisten und ihren Familien in der Ukraine und im Ausland.
Besonders wichtig wurde die Unterstützung bei der Gründung des Kyiv Independent.
Sponsoren sind Limelight Foundation, European Endowment for Democracy, International Press Institute, Scandinavian and UK journalist associations, Prague Civil Society, Civil Rights Defenders, Open Society Foundation, die niederländische Stiftung Veronica, die tschechische NFNZ, die dänische Organisation International Media Support und International Renaissance Foundation.